# Rudgölen, Småland
Rudgölen är en sjö i Vaggeryds kommun i Småland och ingår i Lagans huvudavrinningsområde. Sjön är 7,6 meter djup, har en yta på 0,008 kvadratkilometer och befinner sig 266 meter över havet.